# 王民 (嘉靖甲辰進士)
王民（1511年—？），字暤如，山東臨清州（今臨清市）人，明朝政治人物，嘉靖甲辰進士。官至監察御史。

## 生平
嘉靖二十二年（1543年）癸卯科山東鄉試第三十六名，嘉靖二十三年（1544年）甲辰科進士。次年任順天府固安縣知縣。嘉靖二十七年（1548年）行取南京山西道監察御史。

## 家族
曾祖王玉；祖父王和；父王琮。母薛氏。慈侍下。

### 书籍
- 睿明、胡悉宁 撰.《臨清州志》. 清康熙十二年（1673年）刻本（中國國家圖書館藏）.
- 錢仲仁、王尚義 撰.《固安縣志》. 民國三十一年（1942年）鉛印本（中國國家圖書館藏）.

| 官衔        | 官衔                                        | 官衔        |
| ----------- | ------------------------------------------- | ----------- |
| 前任： 翟澄 | 順天府固安縣知縣 嘉靖二十四年（1545年）上任 | 繼任： 蘇繼 |